# Apona frater
Apona frater är en fjärilsart som beskrevs av Rothschild 1917. Apona frater ingår i släktet Apona och familjen Eupterotidae. Inga underarter finns listade i Catalogue of Life.